# 蘇牟龍屬

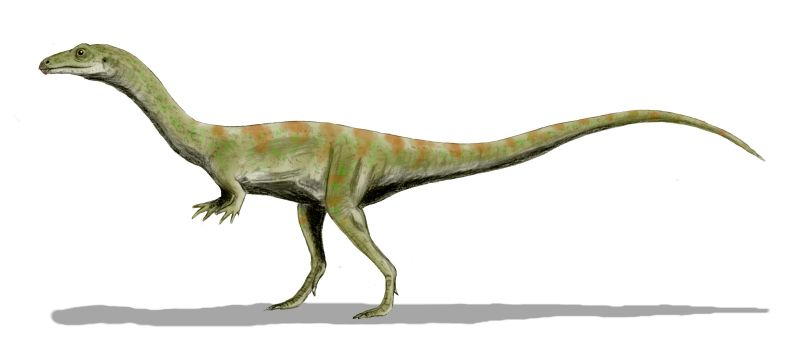
意外蘇牟龍的想像圖

蘇牟龍屬（學名：Shuvosaurus）意思為「蘇牟的蜥蜴」，牠們是一群有喙狀嘴的已滅絕爬行動物，生存於三疊紀的德州。化石是由薩克·查特吉（Sankar Chatterjee）的兒子蘇牟發現，而在1993年由薩克·查特吉提出描述、命名。蘇牟龍起初被誤認為是白堊紀似鳥龍科的三疊紀物種。然而，2006年因為在幽靈牧場發現牠們的近親靈鱷，顯示出蘇牟龍較親近於鱷魚；而這群動物與似鳥龍科的相似處則是趨同演化的結果。另外，這個關於靈鱷的發現，證實查特吉鱷（Chatterjeea）是蘇牟龍的異名。

## 外部連結
- 蘇牟龍簡介 （页面存档备份，存于） - DinoRuss網站